# 尼古拉伯爾切斯庫鄉 (克勒拉希縣)

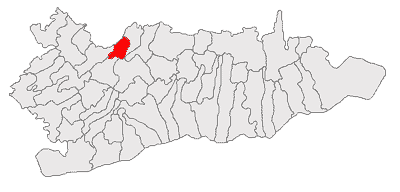
尼古拉伯爾切斯庫鄉

44°27′N 26°45′E / 44.450°N 26.750°E
尼古拉伯爾切斯庫鄉（羅馬尼亞語：Comuna Nicolae Bălcescu, Călărași），是羅馬尼亞的鄉份，位於該國南部，由克勒拉希縣負責管轄，面積36平方公里，海拔高度54米，2007年人口1,581，人口密度每平方公里45人。